# Universitas Negeri Padang
Universitas Negeri Padang – indonezyjska uczelnia publiczna w mieście Padang (prowincja Sumatra Zachodnia). Została założona w 1997 roku.